# Nicolas Ladanyi
Nicolas Ladany (auch Nicolau Ladanyi, * 7. April 1889) war ein ungarischer Fußballtrainer. In Brasilien trainierte er in Rio de Janeiro zwischen 1930 und 1933 den Botafogo FC, aus dem der heutige Botafogo FR hervorging. Mit dem Verein gewann er die Staatsmeisterschaft von Rio de Janeiro der Jahre 1930 und 1932.
Ladany, in Brasilien oft nur als Capitão Ladany, „Kapitän Ladany“ genannt, war bei den österreichischen Streitkräften und nahm mit diesen auch am Ersten Weltkrieg teil. Nach dem Krieg emigrierte er in die USA, wo er Sportstudien betrieb. Nach seiner Naturalisierung wurde er dort auch Direktor des Aeskulap Health Institute in New York, wie er berichtete.
1930 ging er nach Brasilien und wurde Mitte des Jahres vom legendären Botafogo-Präsidenten Paulo Antônio Azeredo verpflichtet und ersetzte den Engländer Charles Williams, der aber als Assistenztrainer erhalten blieb. Bei Botafogo entwickelte „er ein von der Psychoanalyse inspiriertes Trainingsprogramm“. Zu den Stars der Mannschaft zählten unter anderem Carvalho Leite, Nilo und Martim Silveira. Mitte 1933 folgte ihm der Arzt Victor Guisard im Amt nach.
Die insgesamt fünf in den Jahren von 1930 bis 1935 gewonnenen Staatsmeistertitel waren die ersten des Vereins nach den drei Titeln die zwischen 1907 und 1912 errungen wurden und beschreiben zugleich die erste Glanzzeit von Botafogo. Ähnliche Erfolge stellten sich erst wieder Ende der 1950er Jahre ein, als Botafogo mit Spielern wie Garrincha, Nílton Santos und Valdir „Didi“ Perreira zwischen 1957 und 1962 drei Staatsmeisterschaften gewann.
Von 1933 bis 1934 trainierte er America FC in Rio. Anschließend kehrte er für wenige Monate in die USA zurück. Wieder in Rio, trainierte er ab Oktober 1934 die Liga de Sports da Marinha, die Mannschaft der Marine, mit der er bis in die frühen 1940er Jahre verbunden blieb und auch an der Qualifikation für das Campeonato dos Campeões von 1936 teilnahm. Im Mai 1939 kehrte er für wenige Wochen zu Botafogo zurück, wo er im Stab des Cheftrainers José „Juca da Praia“ Ferreira Lemos wirkte. Botafogo wurde im weiteren Verlauf des Jahres von Ladanys renommierten Landsmann Izidor Kürschner übernommen.
1939 erscheint er auch als Teil der Publicity-Abteilung des Casinos von Urca – seinerzeit weltberühmt, unter anderem durch Carmen Miranda –, dessen künstlerischer Direktor er später wurde. Im weiteren Verlauf seiner Karriere wurde er Teil des Managements des Hotel Quitandinha bei Petrópolis, das sich seinerzeit weltbekannter Gäste wie Jayne Mansfield erfreute. Er wurde als eine „mit dem Showbusiness von Rio in der Ära der Casinos eng verbundene“ Persönlichkeit beschrieben.
Seine Tochter Glória Ladany begann Mitte der 1950er Jahre als Tänzerin in den großen Varieté-Shows von Carlos Machado, entwickelte sich aber bald zu einer respektierten Schauspielerin die in den nächsten beiden Jahrzehnten regelmäßig auf den Bühnen von Rio zu sehen war. Ab Ende der 1950er Jahre erhielt sie auch einige Rollen in Filmen und beim Fernsehen. Besonderes Renommée erwarb sie sich als vielseitige Synchronsprecherin die vielen internationalen Stars jener Ära eine brasilianische Stimme gab.